# Új-Zéland az 1968. évi nyári olimpiai játékokon
Új-Zéland a mexikói Mexikóvárosban megrendezett 1968. évi nyári olimpiai játékok egyik részt vevő nemzete volt. Az országot az olimpián 8 sportágban 52 sportoló képviselte, akik összesen 3 érmet szereztek.

## Érmesek
| Érem  | Versenyző                                                       | Sportág       | Versenyszám            |
| ----- | --------------------------------------------------------------- | ------------- | ---------------------- |
| Arany | Warren Cole Ross Collinge Simon Dickie Dick Joyce Dudley Storey | Evezés        | Férfi kormányos négyes |
| Bronz | Michael Ryan                                                    | Atlétika      | Férfi maraton          |
| Bronz | Ian Ballinger                                                   | Sportlövészet | Sportpuska fekvő       |

## Atlétika
Férfi
| Versenyző     | Versenyszám    | Előfutam | Előfutam | Előfutam | Elődöntő | Elődöntő | Elődöntő | Döntő         | Döntő         |
| Versenyző     | Versenyszám    | Idő      | Hely.    | Össz.    | Idő      | Hely.    | Össz.    | Idő           | Helyezés      |
| ------------- | -------------- | -------- | -------- | -------- | -------- | -------- | -------- | ------------- | ------------- |
| Rex Maddaford | 5000 m         | 14:20,82 | 4.       | 6.       |          |          |          | 14:39,72      | 10.           |
| Rex Maddaford | 10 000 m       |          |          |          |          |          |          | 30:17,2       | 12.           |
| Evan Maguire  | 10 000 m       |          |          |          |          |          |          | nem ért célba | nem ért célba |
| Roger Johnson | 400 m gát      | 51,39    | 2.       | 16.      | 51,87    | 7.       | 14.      | kiesett       | kiesett       |
| Peter Welsh   | 3000 m akadály | 9:13,80  | 6.       | 17.      |          |          |          | kiesett       | kiesett       |
| Dave McKenzie | Maraton        |          |          |          |          |          |          | 2:43:36       | 37.           |
| Michael Ryan  | Maraton        |          |          |          |          |          |          | 2:23:45       |               |

| Versenyző  | Versenyszám   | Selejtező | Selejtező | Döntő    | Döntő    |
| Versenyző  | Versenyszám   | Eredmény  | Helyezés  | Eredmény | Helyezés |
| ---------- | ------------- | --------- | --------- | -------- | -------- |
| Les Mills  | Súlylökés     | 19,00 m   | 11.       | 18,18 m  | 11.      |
| Robin Tait | Diszkoszvetés | 58,88 m   | 9.        | 57,68 m  | 12.      |

Női
| Versenyző    | Versenyszám | Előfutam | Előfutam | Előfutam | Elődöntő | Elődöntő | Elődöntő | Döntő   | Döntő    |
| Versenyző    | Versenyszám | Idő      | Hely.    | Össz.    | Idő      | Hely.    | Össz.    | Idő     | Helyezés |
| ------------ | ----------- | -------- | -------- | -------- | -------- | -------- | -------- | ------- | -------- |
| Sylvia Potts | 800 m       | 2:09,63  | 4.       | 20.      | kiesett  | kiesett  | kiesett  | kiesett | kiesett  |

## Evezés
| Versenyző | Versenyszám      | Előfutam | Előfutam | Vigaszág | Vigaszág | Elődöntő | Elődöntő | Döntő | Döntő   | Döntő | Helyezés |
| Versenyző | Versenyszám      | Idő      | Hely.    | Idő      | Hely.    | Idő      | Hely.    | Típus | Idő     | Hely. | Helyezés |
| --- | ---------------- | -------- | -------- | -------- | -------- | -------- | -------- | ----- | ------- | ----- | -------- |
| Dick Joyce Dudley Storey Ross Collinge Warren Cole Simon Dickie (kormányos)                                                  | Kormányos négyes | 7:12,19  | 1.       | erőnyerő | erőnyerő | 6:48,65  | 1.       | A     | 6:45,62 | 1.    |          |
| Alan Webster Wybo Veldman Alistair Dryden John Hunter Mark Brownlee John Gibbons Tom Just Gil Cawood Robert Page (kormányos) | Nyolcas          | 6:05,62  | 1.       | erőnyerő | erőnyerő |          |          | A     | 6:10,43 | 4.    | 4.       |

## Gyeplabda
| Új-zélandi férfi gyeplabdacsapat-játékoskeret                                                          | Új-zélandi férfi gyeplabdacsapat-játékoskeret                                                   |
| --- | ----------------------------------------------------------------------------------------------- |
| - John Anslow - Jan Borren - Roger Capey - John Christensen - John Hicks - Bruce Judge - Barry Maister | - Selwyn Maister - Alan McIntyre - Ross McPherson - Alan Patterson - Ted Salmon - Keith Thomson |

### Eredmények
Csoportkör
A csoport
| Csapat              | M | Gy | D | V | G+ | G– | Gk  | P  |
| ------------------- | - | -- | - | - | -- | -- | --- | -- |
| India (IND)         | 7 | 6  | 0 | 1 | 20 | 4  | +16 | 12 |
| NSZK (FRG)          | 7 | 5  | 1 | 1 | 15 | 5  | +10 | 11 |
| Új-Zéland (NZL)     | 7 | 3  | 4 | 0 | 8  | 4  | +4  | 10 |
| Spanyolország (ESP) | 7 | 2  | 3 | 2 | 7  | 5  | +2  | 7  |
| Belgium (BEL)       | 7 | 3  | 1 | 3 | 14 | 9  | +5  | 7  |
| NDK (GDR)           | 7 | 2  | 2 | 3 | 7  | 10 | –3  | 6  |
| Japán (JPN)         | 7 | 1  | 1 | 5 | 4  | 14 | –10 | 3  |
| Mexikó (MEX)        | 7 | 0  | 0 | 7 | 2  | 26 | –24 | 0  |

| 1968. október 13. | Új-Zéland (NZL)    | 2 – 1   | India (IND)     |  |
| 1968. október 13. | Thomson S. Maister | (2 – 0) | Prithipal Singh |  |

| 1968. október 14. | Új-Zéland (NZL)    | 2 – 0   | Mexikó (MEX) |  |
| 1968. október 14. | Borren Christensen | (0 – 0) |              |  |

| 1968. október 15. | NDK (GDR) | 1 – 1   | Új-Zéland (NZL) |  |
| 1968. október 15. | A. Thieme | (0 – 0) | Thomson         |  |

| 1968. október 17. | Új-Zéland (NZL) | 1 – 0   | Japán (JPN) |  |
| 1968. október 17. | McIntyre        | (0 – 0) |             |  |

| 1968. október 18. | NSZK (FRG) | 0 – 0 | Új-Zéland (NZL) |  |
| 1968. október 18. |            |       |                 |  |

| 1968. október 20. | Új-Zéland (NZL) | 1 – 1   | Belgium (BEL) |  |
| 1968. október 20. | Thomson         | (0 – 0) | Gilles        |  |

| 1968. október 21. | Új-Zéland (NZL) | 1 – 1   | Spanyolország (ESP) |  |
| 1968. október 21. | S. Maister      | (0 – 1) | J. Amat             |  |

Az 5–8. helyért
| 1968. október 23. | Hollandia (NED)   | 3 – 1   | Új-Zéland (NZL) |  |
| 1968. október 23. | Fokker Spits Haar | (0 – 0) | Borren          |  |

A 7. helyért
| 1968. október 25. | Új-Zéland (NZL) | 2 – 0   | Kenya (KEN) |  |
| 1968. október 25. | Borren Capey    | (1 – 0) |             |  |

| Csapat          | Helyezés |
| --------------- | -------- |
| Új-Zéland (NZL) | 7.       |

## Kerékpározás

### Országúti kerékpározás
| Versenyző                                             | Versenyszám     | Idő              | Helyezés      |
| ----------------------------------------------------- | --------------- | ---------------- | ------------- |
| Bryce Beeston                                         | Mezőnyverseny   | nem ért célba    | nem ért célba |
| John Dean                                             | Mezőnyverseny   | nem ért célba    | nem ért célba |
| Desmond Thomson                                       | Mezőnyverseny   | 5:02:33 (+21:08) | 43.           |
| Richard Thomson                                       | Mezőnyverseny   | nem ért célba    | nem ért célba |
| John Dean Neil Lyster Desmond Thomson Richard Thomson | Csapat időfutam | 2:25:46 (+17:57) | 23.           |

## Sportlövészet
Nyílt
| Versenyző     | Versenyszám       | Pont | Helyezés |
| ------------- | ----------------- | ---- | -------- |
| Ian Ballinger | Sportpuska, fekvő | 597  |          |
| Stewart Nairn | Sportpuska, fekvő | 594  | 12.      |

## Súlyemelés
| Versenyző     | Versenyszám | Nyomás   | Nyomás   | Szakítás | Szakítás | Lökés    | Lökés    | Összesen | Helyezés |
| Versenyző     | Versenyszám | Eredmény | Helyezés | Eredmény | Helyezés | Eredmény | Helyezés | Összesen | Helyezés |
| ------------- | ----------- | -------- | -------- | -------- | -------- | -------- | -------- | -------- | -------- |
| John Bolton   | 82,5 kg     | 137,5    | 11.      | 122,5    | 16.      | 160,0    | 15.      | 420,0    | 16.      |
| Donald Oliver | +90 kg      | 147,5    | 13.      | 142,5    | 9.       | 200,0    | 5.       | 490,0    | 8.       |

## Úszás
Női
| Versenyző                                                   | Versenyszám            | Előfutam | Előfutam | Előfutam | Elődöntő | Elődöntő | Elődöntő | Döntő   | Döntő    |
| Versenyző                                                   | Versenyszám            | Idő      | Hely.    | Össz.    | Idő      | Hely.    | Össz.    | Idő     | Helyezés |
| ----------------------------------------------------------- | ---------------------- | -------- | -------- | -------- | -------- | -------- | -------- | ------- | -------- |
| Tui Shipston                                                | 800 m gyors            | 10:28,0  | 4.       | 19.      |          |          |          | kiesett | kiesett  |
| Tui Shipston                                                | 400 m vegyes           | 5:33,7   | 2.       | 7.*      |          |          |          | 5:34,6  | 7.       |
| Tui Shipston                                                | 200 m vegyes           | 2:35,5   | 1.       | 9.       |          |          |          | kiesett | kiesett  |
| Pru Chapman                                                 | 200 m vegyes           | 2:42,1   | 2.       | 23.*     |          |          |          | kiesett | kiesett  |
| Pru Chapman                                                 | 100 m hát              | 1:15,2   | 5.       | 32.      | kiesett  | kiesett  | kiesett  | kiesett | kiesett  |
| Glenda Stirling                                             | 100 m hát              | 1:10,2   | 2.       | 6.**     | 1:10,1   | 3.       | 8.       | 1:10,6  | 8.       |
| Glenda Stirling                                             | 200 m hát              | 2:40,3   | 5.       | 22.      |          |          |          | kiesett | kiesett  |
| Sandra Whittleston                                          | 100 m pillangó         | 1:08,5   | 2.       | 9.**     | 1:08,7   | 6.       | 12.      | kiesett | kiesett  |
| Sandra Whittleston                                          | 200 m pillangó         | 2:39,7   | 4.       | 11.*     |          |          |          | kiesett | kiesett  |
| Glenda Stirling Pru Chapman Sandra Whittleston Tui Shipston | 4 × 100 m vegyes váltó | 4:49,0   | 6.       | 11.      |          |          |          | kiesett | kiesett  |

* - egy másik versenyzővel azonos időt ért el

** - két másik versenyzővel azonos időt ért el

## Vitorlázás
Nyílt
| Versenyző                    | Versenyszám     | Futam  | Futam | Futam | Futam | Futam | Futam | Futam  | Pontszám | Helyezés |
| Versenyző                    | Versenyszám     | 1      | 2     | 3     | 4     | 5     | 6     | 7      | Pontszám | Helyezés |
| ---------------------------- | --------------- | ------ | ----- | ----- | ----- | ----- | ----- | ------ | -------- | -------- |
| Jonty Farmer                 | Finn dingi      | 19,0   | 3,0   | 11,7  | 25,0  | 25,0  | 13,0  | (40,0) | 96,7     | 11.      |
| Ralph Roberts Geoffrey Smale | Repülő hollandi | (39,0) | 14,0  | 15,0  | 18,0  | 15,0  | 14,0  | 8,0    | 84,0     | 8.       |